# Bazoumana Sissoko
Bazoumana Sissoko est un chanteur et griot malien, né à Kôni[Lequel ?], dans la commune de Barouéli le 13 Mai 1890. Il meurt le 29 décembre 1987 à l'hôpital Gabriel Touré a Bamako. Il était surnommé le « Vieux Lion » ou « le griot des griots ».

## Naissance et enfance
Il serait né le jour de la prise de Ségou, la grande ville des Bambaras, par Louis Archinard, le 6 avril 1890. Sa famille est une grande famille de griot. Son grand-père Djeli Baba Sissoko fut un griot très respecté. Enfant surdoué mais né aveugle, Bazoumana Sissoko apprend à jouer seul le n'goni, son instrument de prédilection.

## Chantre de la nation malienne
Bazoumana est l'auteur de la musique de l'hymne national du Mali, (Pour l'Afrique et pour toi, Mali) dont les paroles ont été écrites par Seydou Badian Kouyaté.
Bazoumana fut un témoin privilégié de l'histoire contemporaine du Mali. Après l'indépendance, il fut un défenseur acharné du jeune État malien en chantant des titres comme Mali. Il n'est pas rare d'entendre la voix du Vieux Lion lors d’événements officiels.

## Style de musique
Le style de musique de Bazoumana Sissoko est appelé Janjon au mali. Ce style est caractéristique de la région de Ségou au Mali. Les thèmes abordés par Bazoumana sont surtout les légendes de l'ancien royaume Bambara de Ségou ou encore de l'empire du Mali. Parmi ces dernières on peut citer la légende de Da Monzon Diarra ou celle de Soundiata Keïta. Contrairement à d'autres griots qui chantaient les louanges des riches, Bazoumana a préféré rendre hommage aux grands hommes de l'histoire du Mali.
Son n'goni, par lequel il a magnifié le janjon, est aujourd'hui l'une des pièces phares du musée national de Bamako.
Bassekou Kouyaté, son petit-fils, est aussi joueur de n'goni.

## Citations
- « De mon temps, les racines d’une personne déterminaient toujours la qualité de l’homme »[3]
- « La dignité est l'essence de toutes les vertus »

## Discographie
- 1971[4]:Le Vieux Lion I[5] et Le Vieux Lion II